# Gradle
Gradle은 그루비를 이용한 빌드 자동화 시스템이다. Groovy와 유사한 도메인 언어를 채용하였으며, 현재 안드로이드 앱을 만드는데 필요한 안드로이드 스튜디오의 공식 빌드 시스템이다. Java, C/C++, 파이썬 등과 같은 여러 가지 언어를 지원한다.

## 자바 프로젝트의 예
메이븐 디렉터리 구조가 자바 소스와 리소스에 사용된다고 가정하자. 이 디렉터리들은 src/main/java, src/main/resources, src/test/java, src/test/resources이다.
build.gradle
```
apply
 
plugin:
 
'java'

```

gradle build을 실행하면 다음과 같이 출력된다:
```
> gradle build

:compileJava

:processResources

:classes

:jar

:assemble

:compileTestJava

:processTestResources

:testClasses

:test

:check

:build

BUILD SUCCESSFUL

```